# 阿凡达
《阿凡達》是一部2009年上映的美國史詩式科幻電影，為《阿凡達系列》的第一部電影。由詹姆斯·卡麥隆撰寫劇本並執導，主要演員有山姆·沃辛頓、柔伊·沙達納、西格妮·韦弗、蜜雪兒·羅德里奎茲和史帝芬·朗。電影設定於2154年，當時人類正在南門二恆星系生態茂盛的潘朵拉衛星上開採珍稀礦產難得素。 採礦殖民地的擴張威脅到了當地部落纳美人的生存：納美人是土生土長於潘多拉星球上的有感知智慧能力的類人種族。「阿凡達」指的是經過基因改造而能為部分人類所控制的納美人身體，人類使用他們來同潘朵拉星上的原住民展開交流。 
《阿凡達》的開發始於1994年，卡梅隆當時為這部電影撰寫了80頁的劇本論述。柯麥隆原計劃在1997年的《鐵達尼號》攝製完成後就開始製作這部電影，並打算在1999年上映，但最終未能如愿。柯麥隆解釋說，當時的技術手段還不足以表現出他想像的電影場景。為電影中的外星人創造語言的工作開始於2005年夏天，柯麥隆也在2006年初開始發展劇本及其虛構世界。
官方公佈的《阿凡達》製作費為2.37億美元。其餘的估計則認為電影製作大概花費了2.8至3.1億美元，另外投入1.5億美元到市場的宣傳行銷上。在發行上，這部電影不僅使用了傳統的2D放映格式，還使用了包括RealD 3D、Dolby 3D、XpanD 3D和IMAX 3D在內的多種3D，乃至4D電影格式。因為在3D視野和立体视觉製片上有著諸多創新，這部電影被譽為電影製片技術上的一大突破。因為這部電影，爾後所有好萊塢動作片都使用了3D拍攝技術，之後，3D放映版本也開始遍及全世界幾乎所有的首輪戲院。
2009年12月10日，《阿凡達》在倫敦舉行了預映，12月16日開始全球上映，北美地區則在12月18日上映。上映後，電影好評如潮，實現了商業成功。在上映期間，這部電影打破了不少票房記錄，成為了有史以來北美（不考慮通貨膨脹）乃至全球票房收入最高的電影，超過了保持這一紀錄12年之久的《鐵達尼號》，此紀錄維持了近10年之久，於2019年7月20日被《復仇者聯盟：終局之戰》所超越，又在2021年3月中国重映后重夺票房榜冠军。《阿凡達》還是首部票房收入超過20億美元的電影。而为了配合2022年12月上映的续集《阿凡达：水之道》，影片进行了重制，2022年9月23日在全球重映，画面和音效均有所升级。計入通貨膨脹後仍然是史上第二高的電影（相當於2019年價值的$3,273,000,000），僅次於《亂世佳人》（相當於2019年價值的$3,728,000,000）。
隨著電影的成功，卡麥隆表示將會繼續拍攝續集。《阿凡達》入圍9項奧斯卡獎提名，其中包括最佳影片獎和最佳導演獎。

## 劇情
故事發生在2154年的潘多拉星上。潘多拉星是南門二恆星系波呂斐莫斯行星（Polyphemus）的一顆類衛星，星球上生物繁茂。RDA公司（Resources Development Administration）正在星球上開採名為難得素的珍稀礦產。帕克·塞爾弗裡奇（Parker Selfridge，喬瓦尼·瑞比西飾）主管RDA殖民地的採礦作業。RDA殖民地有著自己的私人保安部隊「Sec-Ops」。潘朵拉星的大氣對地球人類是有毒，迫使地球人類必須使用呼吸面具。
潘朵拉星球上的居民納美人是具有智力的類人種族，有著10尺長的尾巴和藍色的皮膚；他們與自然和諧共處，崇拜大地之母艾娃（Eywa）。為了改善和納美人的關係，並對潘多拉星的生物圈加以研究，科學家們培養了納美-人類混血的「阿凡達」，他們可以通過心靈連接而受基因匹配的人類控制。前海軍陸戰隊隊員傑克·蘇里（Jake Sully，山姆·沃辛頓飾）的雙胞胎兄弟是一名科學家，曾接受過作為阿凡達控制者的訓練，但卻在一次商業迫害的搶劫中被殺害。於是，下身截癱的蘇里就接替了其雙胞胎弟弟的工作。阿凡達計劃的領導者葛蕾絲·奧古斯汀博士（Dr. Grace Augustine，雪歌妮·薇佛飾）認為蘇里並不能勝任他弟弟的工作，因此為他安排了一名保鏢。
當處於阿凡達形態的葛蕾絲、人類學家諾姆·斯貝爾曼（Norm Spellman，喬·大衛·摩爾飾）和傑克正在森林中收集生物樣本並記錄數據時，一隻閃雷獸（thanator）襲擊了他們，導致傑克與隊伍走散。女納美人奈蒂莉（Neytiri，柔伊·沙達納）救出了迷失在森林裡的傑克，並把他帶回了她的部族——奧馬地卡雅族（Omaticaya）——的居住地家園樹（Hometree）。奈蒂莉的母親莫亞（CCH·龐德爾飾）是部族的精神領袖，她對這名「夢行的戰士」（warrior dreamwalker）很感興趣，並指示她的女兒要將納美人的生活方式傳授給傑克。
Sec-Ops的領導者邁爾斯·夸里奇上校（Colonel Miles Quaritch，斯蒂芬·朗飾）向傑克許諾說，如果傑克能提供可迫使納美人與其合作的情報，他的截癱就能得到恢復性的治療。隨著傑克開始向夸里奇提供情報，葛蕾絲也越來越對其感到懷疑，最後她決定將自己、傑克和諾姆三人，轉移到具備阿凡達連接單元的偏遠基地去。在三個月裡，傑克與奈蒂莉和奧馬地卡雅族人愈加親近，並最終拒絕了夸里奇和RDA的要求。當奧馬地卡雅族接受傑克成為其中一員後，他和奈蒂莉互相選擇對方作為自己的伴侶。當一台推土機剷平了聲音樹（Tree of Voices）後，傑克破壞了它：這顯示出他效忠對象的改變。夸里奇給塞爾弗裡奇播放了傑克的影像日記，傑克在影像中說到，奧馬地卡雅族絕對不會放棄家園樹。於是，塞爾弗裡奇下令摧毀家園樹。
儘管葛蕾絲竭力主張說，摧毀家園樹會影響潘朵拉星球有機體賴以連接的神經網路，但塞爾弗裡奇只給了傑克和葛蕾絲一小時去勸納美人離開家園樹。傑克向奧馬地卡雅族人披露了他的最初任務，奈蒂莉認為傑克出賣了他們。傑克和葛蕾絲的阿凡達因而被俘。夸里奇的軍隊摧毀了家園樹，殺死了包括奈蒂莉的父親Eytucan酋長（韋斯·斯塔迪飾）在內的許多奧馬地卡雅族人。在基地，傑克、葛蕾絲和諾姆因背叛RDA公司而受囚禁。對夸里奇的戰爭手段感到厭惡的保安部隊飛行員楚蒂·查肯（Trudy Chacón，米歇爾·羅德里格茲飾）將他們劫出，把他們帶到前哨站，並協助其轉移。但在逃離過程中，葛蕾絲被夸里奇擊中，嚴重負傷。
為了重獲奧馬地卡雅族人的信任，傑克制服了一隻迅雷翼獸（Leonopteryx）：歷史上只有五名納美人馴服過這種強大的空中捕食者。傑克在神聖的靈魂之樹（Tree of Souls）下找到了奧馬地卡雅族人，並求得莫亞幫助治癒葛蕾絲。在靈魂之樹的幫助下，族人們試圖將葛蕾絲從其奄奄一息的人類軀體中轉移到她毫無意識的阿凡達身上，但因其傷勢過重，葛蕾絲未能堅持完轉換。莫亞隨後宣佈說：「她現在和伊娃在一起了。」
在奈蒂莉和奧馬地卡雅族新領袖楚泰（Tsu'Tey，拉澤·阿隆索飾）的協助下，傑克從眾多納美部族裡集結了數以千計的戰士，希望借此擊退人類。通過和靈魂之樹的神經連接，傑克向伊娃祈求，希望她能在即將到來的戰鬥中幫助納美人。夸里奇提到了納美人正在集結軍隊，說服塞爾弗裡奇批准對靈魂之樹展開先發制人的打擊。他希望通過毀滅納美人的宗教和文化中心來迫使他們歸順。
隨著保安部隊開始攻擊，納美人也展開了反擊，但人員傷亡甚重，楚泰和楚蒂都不幸遇難。然而，形勢卻突然逆轉，潘朵拉星上的野生動物們開始進攻保安部隊，奈蒂莉高興的說伊娃回應了傑克的祈求。傑克在轟炸機抵達靈魂之樹前摧毀了它。夸里奇找到了連接傑克人類軀體和阿凡達的節點，並對其展開攻擊，令傑克暴露在潘朵拉星的大氣中。奈蒂莉殺死了夸里奇，救出了傑克。隨著攻擊的結束，傑克和奈蒂莉的愛情得以恢復，而奈蒂莉也第一次見到了傑克的地球人類軀體。
塞爾弗裡奇和剩餘的公司職員被驅逐出了潘朵拉星，但傑克、諾姆和其他科學家則被准許留下。傑克戴上了奧馬地卡雅族領袖的徽章。部族展開了宗教儀式，將傑克從其人類軀體中永久地轉移到他的阿凡達身上。

## 演員和角色

### 地球人
| 角色                                 | 演員              | 普通話配音 | 粵語配音 | 粵語配音 明珠台版本 | 台灣華語配音 | 介紹 |
| ------------------------------------ | ----------------- | ---------- | -------- | ------------------- | ------------ | --- |
| 傑克·蘇里 Jake Sully                 | 山姆·沃辛頓       | 李立宏     | 张家辉   | 黃啟昌              | 張敦喻       | RDA員工 前海軍陸戰隊下士 在加入阿凡達計劃前，蘇里是一名殘疾的前海軍陸戰隊隊員。他的軍方背景幫助了他認識的納美戰士。在全球搜尋年輕有為的男演員後，柯麥隆決定讓當時名氣不大的澳大利亞演員沃辛頓出演該角，以控制預算的使用。當時還以車為家的沃辛頓在開發初期參加了兩次試演，並已為可能的續集簽約。柯麥隆覺得，沃辛頓從未出演過電影的主要角色，因此他對任何事情都抱持遊戲的心態，這使得他的角色具有「一種真正真實的特質。他有著讓你願意與其舉杯暢飲的品格，而他最終將會成為改變世界的領袖」。 |
| 邁爾斯·夸里奇 Colonel Miles Quaritch | 斯蒂芬·朗         | 陆建艺     | 张智霖   | 潘文柏              | 李英立       | RDA安全主管 前海軍陸戰隊上校 採礦作業安全方面的負責人。夸里奇極度忠於他的軍事法律，完全漠視潘朵拉星上的居民，是電影中的首要反面角色。在柯麥隆為《異形2》（1986年）選角時，斯蒂芬曾在試演中落選；但柯麥隆卻記住了他，並邀請他出演《阿凡達》。出演《異形》的邁克爾·比恩，也曾讀過劇本並和柯麥隆一同觀看了一些3D片，但最終未能出演該角。 |
| 葛蕾絲·奧古斯汀 Dr. Grace Augustine  | 雪歌妮·薇佛       | 杨晨       | 惠英红   | 陸惠玲              | 郭馨雅       | RDA外星生物學博士 葛蕾絲是一位外星生物學家，負責領導阿凡達計劃。她是傑克·蘇里的導師，支持和納美人建立和平的關係，並在當地設立了一所學校來教授英語。為飾演這一角色，薇佛還特地將自己的頭髮染成紅色。該角色曾被命名為「希普利」（Shipley），以紀念薇佛在《異形》系列（其中第二集亦由柯麥隆導演）中飾演的角色埃倫·裡普利。薇佛說，「奧古斯汀」這一名字讓她和柯麥隆聯想到了一位「非常努力且非常理想主義」的角色形象。                                                                         |
| 楚蒂·查肯 Trudy Chacón               | 米歇爾·羅德里格茲 |            | 钟舒漫   | 謝潔貞              | 楊詩穎       | RDA飛行員 前海軍陸戰隊飛行員 被指派到潘朵拉星上協助阿凡達計劃。在看過羅德里格茲出演的《女生出拳》後，柯麥隆就很想與羅德里格茲合作。 |
| 帕克·塞爾弗裡奇 Parker Selfridge     | 喬瓦尼·瑞比西     | 商虹       |          | 陳廷軒              | 郭霖         | RDA採礦主管 RDA企業的採礦作業主管，電影中的主要反面角色之一。作為主管採礦計劃的人類，塞爾弗裡奇尚有一絲人性：只有在夸里奇向其說明進攻的必要性，並保證會進攻中保持人道時，他才勉強授權夸里奇襲擊納美人。而當他看到傳回基地的進攻畫面時，他的眼神裡透露出了痛苦和不安。 |
| 諾姆·斯貝爾曼 Norm Spellman          | 喬·大衛·摩爾      |            |          | 李致林              | 鈕凱暘       | RDA人類學家 他在阿凡達計劃中負責研究植物和自然生命。他和傑克·蘇里一同抵達的潘朵拉星，並也操縱了一名阿凡達。儘管起初打算由他來主導和納美人的外交接觸，但後來卻是由傑克贏得了當地人的尊重。 |
| 馬克斯·帕特爾 Dr. Max Patel          | 迪利普·拉奧       |            |          | 劉昭文              | 胡鎮璽       | RDA科學家 一名為阿凡達計劃工作的科學家。 |

### 納美人
| 角色           | 演員        | 普通話配音 | 粵語配音 | 粵語配音 明珠台版本 | 台灣華語配音 | 介紹 |
| -------------- | ----------- | ---------- | -------- | ------------------- | ------------ | --- |
| 奈蒂莉 Neytiri | 柔伊·沙達納 | 季冠霖     | 徐子珊   | 鄭麗麗              | 陳貞伃       | 公主 納美人，奧馬地卡雅族的公主，電影的女主角。在故事中是納美中央部落奧馬地卡雅族的公主。她被傑克的勇敢所吸引。和所有納美人與阿凡達一樣，奈蒂莉是使用表演捕捉技術創造的，其視覺效果完全由計算機生成。沙達納也已為可能的續集簽約。 |
| 莫亞           | CCH·龐德爾  |            |          | 許盈                | 孫若瑜       | 酋長之妻 奧馬地卡雅族的精神領袖，奈蒂莉的母親，部族領袖Eytucan的配偶。 |
| 楚泰 Tsu'tey   | 拉澤·阿隆索 |            |          |                     | 陳余寬       | 酋長候選人 部落酋長的繼位者。在電影中的事件發生前，是奈蒂莉的未婚夫。 |
| Eytucan        | 韋斯·斯塔迪 |            |          |                     |              | 酋長 奧馬地卡雅部族的領袖，奈蒂莉的父親，莫亞的配偶。 |

## 製作

### 起源
1994年，詹姆士·柯麥隆為《阿凡達》撰寫了80頁長的劇本論述，報導稱其僅用了兩週時間。在1996年8月，卡梅隆宣佈說，他將在完成《鐵達尼號》後開始拍攝《阿凡達》，其中會使用合成的或計算機生成的演員。該計劃會耗費1億美元，並且至少會有6名主要角色會「看上去是真的，但並不存在於真實世界中」。柯麥隆和特效公司數字領域建立了合作關係，並計劃在1997年夏天開始製作，以在1999年公映。然而，柯麥隆感到當時的技術，還不足以表現出他所要表達的故事和場景。因此，他決定在未來幾年中，把精力放在攝製紀錄片和改進技術上。
2005年6月，有報導稱柯麥隆正在從事暫命名為「880計劃」的計劃，以及漫畫《銃夢》的電影版。後來《商業週刊》報導說，二十世紀福克斯已為柯麥隆提供了一千萬美元的預算，用於拍攝《阿凡達》的概念驗證片段。2005年10月，柯麥隆將成果提交給了福克斯的高層。12月，柯麥隆表示他將先期拍攝《銃夢》的電影，並在2007年年中上映；而「880計劃」的電影將在2009年上映。
2006年2月，卡梅隆表示說，他已經修改了兩部電影的計劃——「880計劃」被提前到了2007年，而《銃夢》被推遲到了2009年。他還指出，「880計劃」的上映，可能會推遲至2008年。
同月末，柯麥隆透露說，「880計劃」正是他幾年前想要製作的「《阿凡達》的重編版本」。他提到，咕嚕、金剛和戴維·瓊斯這些計算機生成角色的創作促使了技術的進步，在前一年（2005年）花了5天時間比較試拍片段後，他決定先於《銃夢》攝製《阿凡達》。

### 發展
2006年1月至4月，柯麥隆逐步完善了劇本，並發展了電影中外星人納美人的文化。南加州大學的語言學家保羅·弗朗莫創造了該族的語言。納美語大概有1000個詞彙，其中有30個是由柯麥隆加入的。發音音位中的緊喉輔音（例如將「kx」讀成「skxawng」）出現在埃塞俄比亞的阿姆哈拉語中；而詞尾的「ng」則可能是柯麥隆從新西蘭的毛利語裡借出來的。雪歌妮·韋佛與電影的佈景設計師拜訪了加州大學河濱分校的植物生理學教授喬迪·S·霍爾特，向他求教植物學家研究和採樣植物的方法，並對如何解釋電影中潘多拉星生物的交流進行了討論。
2006年7月，柯麥隆宣佈他將在2007年2月確定演員後開始《阿凡達》的主要攝影工作，並計劃於2008年年中上映。同年8月，特效公司維塔數碼與柯麥隆簽約，以協助其製作《阿凡達》。此前與柯麥隆合作過的斯坦·溫斯頓，也協助了《阿凡達》的設計。電影的製片設計花費了幾年時間。電影有著兩組不同的製片設計師，和兩組相互獨立的藝術部門，其一主要負責潘朵拉星的植物群和動物群，其二主要負責創作人類機器和人類元素。2006年9月，報導稱柯麥隆將使用他自己的現實攝影系統拍攝3D畫面。該系統將在一台攝影機體中使用兩台高清晰度的攝影機，以產生有深度感的畫面。
當所有準備工作開始進行後，福克斯卻動搖了，他們還記得柯麥隆上部電影《鐵達尼號》預算超支和延期上映的痛苦經歷。柯麥隆為此重寫了《阿凡達》的劇本，合併了好幾名角色，還答應假如電影不成功的話就減少他的報酬，但都未能完全消除福克斯的擔心。柯麥隆在聯合製片人喬恩·蘭多的辦公室外安裝了盞交通信號燈，並將其設為黃燈，以表現電影無法確定的未來。2006年年中，福克斯告訴柯麥隆，他們已經「毫無疑問地放棄了這部電影」；於是，柯麥隆開始尋找其他的公司，並向迪克·庫克（後來成為了華特迪士尼公司的主席）展示了他的概念驗證。然而，當迪士尼打算接手時，福克斯卻動用了它的優先購買權。2006年10月，在精巧媒體答應支持這部電影後，福克斯終於同意將《阿凡達》付諸製作；前者為後者分擔了佔官方預算一半以上的財務風險。在福克斯接受《阿凡達》後，柯麥隆和蘭多將交通燈轉為綠色。在兩位製片人參與撰寫的《阿凡達的藝術：詹姆士·柯麥隆的史詩歷險》（The Art of Avatar: James Cameron's Epic Adventure）一書中，有位仍覺懷疑的福克斯主管告訴蘭多說：「我不知道讓你們拍這電影是誰的瘋狂主意，是我們的還是你們的！」
2006年12月，柯麥隆將《阿凡達》描述為「一部200年後發生在一顆星球上的未來故事……是一場飽含環保意識的老式叢林歷險」。2007年1月發佈的新聞稿則這樣描述這部電影：「《阿凡達》還是一場關於救贖和革命的心靈旅程。是一出關於一名負傷的前海軍陸戰隊隊員的故事，他不情願地加入了旨在佔領並利用一顆生物繁茂的外星球的行動，但他最終轉而率領當地種族為生存而戰」。而「我們將創造整個世界，包括由幻影般的植物和動物構成的完整生態系統，以及具有豐富文化和語言的原住民。」
根據估計，電影使用了大約2.8至3.1億美元用於製作，並使用1.5億美元用於營銷；其3,000萬美元的稅收抵免在一定程度上減緩了對片方及其融資方的財務衝擊。然而，製片廠的一位發言人對電影網站The Wrap說，電影的預算「為2.37億美元，另有1.5億用於推廣，這就是全部了。」

### 主題與靈感

傑克·蘇里正為拯救其新加入的部族而戰。

《阿凡達》是一場發現自我的動作冒險之旅，其背景是擴張主義與生物多樣性的對抗。
柯麥隆說他的靈感來自他「小時候讀的每一本科幻小說」，他借鑑了埃德加·賴斯·伯勒斯的約翰·卡特系列，並努力讓其風格煥然一新。柯麥隆承認《阿凡達》與《在上帝賜予的土地上遊玩》和《翡翠森林》()、《幽灵公主》有著共同的主題，亦即自然和文明的衝突；這部電影還和《與狼共舞》有所聯繫，後者描述了一名重傷的士兵被敵對陣營的文化所吸引。
在2007年接受《時代》雜誌採訪時，柯麥隆回答了「阿凡達」一詞的意義：「它是印度教神祇以肉體形式出現時的化身。在這部電影中，這意味著人類未來的技術，可以將一名人類的智力注入遙控的生物身體當中。」
納美人（潘多拉星當地的類人種族）相貌的靈感，來自柯麥隆的母親在很早以前做的一場夢。在這場夢裡，她看到了一位身高12英呎的藍膚女人。卡梅隆覺得這一畫面十分絕妙，於是在他的首部劇本（寫於1976年或1977年）中，他就加進了類似的生物，這在後來成為了納美人的原型。在談到選擇藍色作為膚色的特別原因時，卡梅隆說：「我就喜歡藍色……而且，這與印度教的神祇有所聯繫，我喜歡它的概念。」

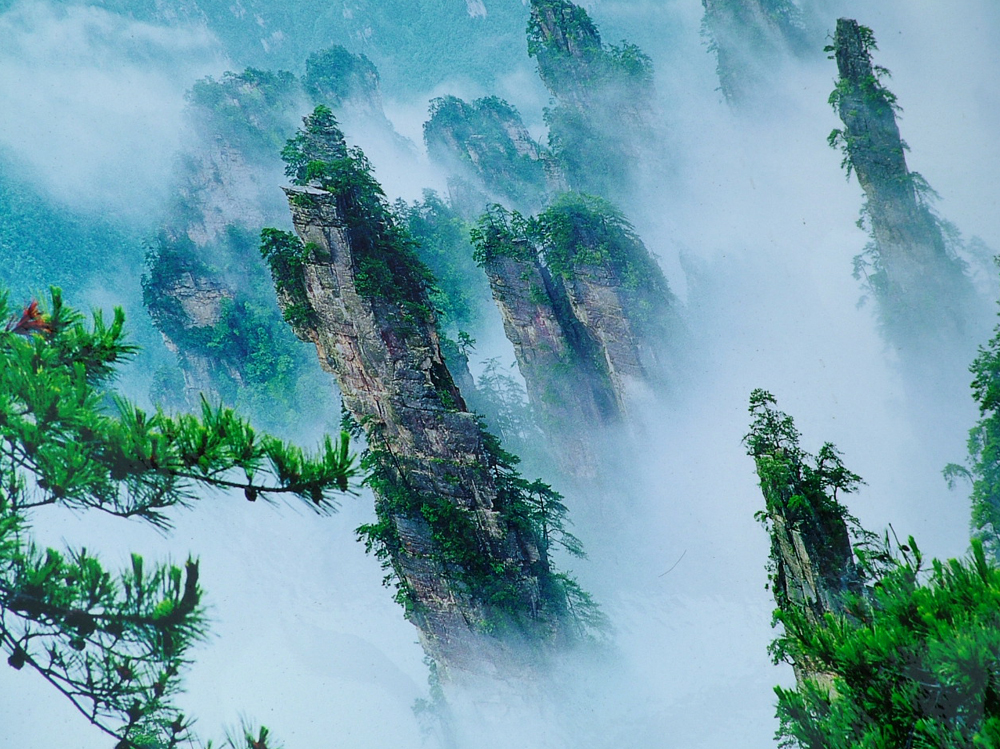
潘朵拉星上的山，其部分靈感來自中國湖南省张家界的武陵源（圖）。

為了創作電影中漂浮的哈里路亞山，設計者從「各種類型的高山」中汲取了靈感，「但主要來自中國的岩溶地貌。」據製片設計師迪倫·科爾（Dylan Cole）所言，黃山，以及湖南省與世界各地的一些高山，為漂浮岩石的創作提供了靈感。2009年12月，導演柯麥隆在北京召開的新聞發佈會上談到，漂浮山峰的設計受到了中國山峰的影響，「我們所做的僅僅是在外太空重建黃山」。當柯麥隆被問到他是否從搖滾樂隊Yes的唱片封面得到漂浮山峰的靈感時，柯麥隆笑著答道：「也許是這樣的……早在我抽大麻的那會兒。」
為了創作潘朵拉星人類採礦殖民地的內景，製片設計師在2007年6月參觀了位於墨西哥灣的諾布爾·克萊德·布德羅（Noble Clyde Boudreaux）的鑽機。他們拍攝並測量了每一座鑽機，並在後期製片中使用CGI技術將其真實地還原到銀幕上。
對於傑克和奈蒂莉的愛情故事，柯麥隆採用了悲劇式的愛情主題；他承認他們與《鐵達尼號》中的傑克和蘿絲有相似之處。兩對情侶都來自截然不同的文化，這些文化蔑視他們之間的關係，並迫使他們在社會的競爭中作出選擇。「他們都愛上了對方，但他們卻需要並肩戰鬥，因此，為了實現一方的目標，另一方就有離開的必要，這樣很有趣」，柯麥隆說到。他認為傑克、奈蒂莉的愛情故事在觀眾中的可信度，在很大程度上取決於奈蒂莉的吸引力。「因此，在生理差異上——當我們為他們添加更多的外星人特徵時，我們會不斷地自我設問——大體上說，簡單的提問版本是：『那麼，你覺得這樣如何？』」柯麥隆如是說。男藝術家們都被調動來完善納美人的吸引力。雖然柯麥隆覺得不該讓傑克和奈蒂莉馬上愛上對方，但卻遭到了這兩名角色的演員，沃辛頓和沙達納的反對。柯麥隆說，沃辛頓和沙達納在拍攝期間「發生了偉大的化學反應」。
在2009年的動漫大會上，柯麥隆告訴與會者說，他要拍的「這東西有一匙糖，其中盛滿了所有動作、冒險以及其他」讓他「這個影迷」興奮的元素；但「當你欣賞它時，你也許會為自己與自然和其他同胞交流的方式」感到幾分愧疚。他補充說：「納美人代表了我們的大我，也就是我們渴望成為的自我，是我們通常喜歡自詡的一面」，而在電影中，儘管人類裡也有好人，但這一整體卻「代表著我們的另一面：它會毀掉我們的世界，並可能會把我們引領向陰暗無望的未來。」
| “ | 有些事情你要是把它拿出來講的話，就肯定會有人說你沒有愛國心；但我認為，質疑一個應受監督的體制是非常愛國的行為，不然它就有變成另一個羅馬帝國的危險。——詹姆士·柯麥隆 | ” |

柯麥隆承認，《阿凡達》不僅含蓄地批評了美國在伊拉克戰爭中扮演的角色，也批評了機械化戰爭的冷酷無情。對於電影中「震懾」一詞的使用，柯麥隆談到：「我們知道發射導彈是什麼感覺，但我們卻不知道國外人民的感受，不知道讓導彈落在我們自己國家是什麼感覺。」在稍晚的一次採訪中，柯麥隆說：「這部電影百分之百不反美。」在電影中人類暴力摧毀納美人的家園樹時，有段場景表現了家園樹在一輪導彈襲擊後的倒塌，此時背景中揚起了大量的灰塵和餘燼。當被問及該場景和九一一襲擊中世貿中心倒塌的相似性時，柯麥隆表示他當時也「驚訝於這段場景與九一一的相似度」。

### 拍攝
2007年4月，《阿凡達》在洛杉磯和新西蘭惠靈頓開始了主要攝影。柯麥隆將這部電影描述為完全實景真人鏡頭和計算機生成角色與實時環境的結合體。柯麥隆說到：「理想地說，觀眾到時將無法分辨其中的差異」。柯麥隆指出，他在四個月前就已經開始製作電影的非主要場景。卡梅隆和文斯·佩斯（Vince Pace）改進了專有的3D數字融合攝影系統（Fusion Camera-3D System），並將之用於實景的拍攝。2007年1月，福克斯宣佈說，《阿凡達》會使用24幀每秒的膠片進行3D拍攝，儘管柯麥隆強烈要求使用更高幀率的3D膠片來降低殘影的明顯程度。據柯麥隆說，這部電影中計算機生成元素佔六成，而實景與傳統的微縮鏡頭佔四成。
電影的動作捕捉拍攝於加利福尼亞州洛杉磯市普拉亞-維斯塔的休斯飛機片場，計劃耗時31天。實景拍攝則在2007年10月於新西蘭惠靈頓的石街（Stone Street）片場展開，同樣也計劃使用31天的時間。共有一千多人參與了電影的攝製。為了給拍攝各組鏡頭作好準備，所有演員都針對他們的角色接受了專業技能的培訓，譬如箭術、馬術、槍械和肉搏戰。此外，他們還接受了為此部電影創造的納美語的培訓。在開始電影的拍攝前，柯麥隆還把演員們派往了夏威夷的熱帶叢林，讓他們在正式拍攝前體驗雨林生活。
在拍攝中，柯麥隆使用了他的虛擬攝影系統，這是種實現動作捕捉攝製的全新方式。該系統可將增強現實的畫面實時顯示在監視器上，能把演員的虛擬角色實時置入數字背景中，允許導演像拍攝實景鏡頭一樣調整和導演場景。據柯麥隆說：「它就像一個大型的、功能強大的遊戲引擎。如果我想要在天空中翱翔，或改變我的背景，這都能做到。我可以實時微縮整個場景，並按照50比1的比例播放。」如果使用傳統技術，虛擬場景只有在演員的實景表演完成後才能展現。柯麥隆將該系統描述為一種「純粹創作的形式，你可以完全控制那些元素，無論你想搬動一棵樹、一座山還是整個天空，你還可以改變每天的時間」。柯麥隆還讓導演史蒂芬·史匹柏和彼得·傑克遜試用這些新技術。史匹柏和喬治·盧卡斯還曾前往現場，觀察柯麥隆使用這些設備導演的過程。
在拍攝CGI和實景互動的鏡頭時，卡梅隆使用了一種名叫「simulcam」的特殊攝影機，它是3D融合攝影機與虛擬攝影系統的合體。在使用simulcam實時拍攝實景畫面時，由虛擬攝影機拍攝或從頭設計的CGI圖像，會被疊加到實景畫面上，並顯示在一台小型的監視器上；這讓導演可以指揮演員和場景中的虛擬元素發生互動。

### 視覺效果

柯麥隆率先使用了一種特別設計的攝影機，它可以捕捉演員的面部表情，並將其錄製成數碼格式供動畫師使用。

有許多革命性的視覺效果技術被用於製作《阿凡達》。據柯麥隆說，該電影在1990年代的延期，正是為了等待技術發展到足夠的高度，令導演可以充分表達出他所設想的電影場面。為了創造出照片級真實度的計算機生成角色，柯麥隆開發了新的動作捕捉動畫技術；該開發工作耗時14個月，直至2006年12月才完成。
技術上的革新包括：照亮大片區域（如潘朵拉星叢林）的新系統，比以往同類攝影棚大6倍的動作捕捉攝影棚，以及能夠實現完全表演捕捉的改進面部表情捕捉方法。為了進行面部捕捉，演員會各自戴上一頂裝有小型攝影機的便帽，攝影機會正對演員的面部；該攝影機收集到的面部表情和眼睛動作等信息則會被傳送給計算機。據柯麥隆所說，該方法可以將演員的身體動作完整無缺地複製到其數字替身身上。在將表演捕捉的數據直接傳送予計算機的同時，亦有多台參考攝影機從不同角度展開拍攝，以給數字藝術家提供各個角度的表演畫面。電影的一位動畫監製理查德·貝恩漢姆提到了一處對其成員構成獨特挑戰的場景，他說：「在電影末尾有一處傑克被奈蒂莉抱起的場景，我們最終看到的畫面中，傑克是人類而奈蒂莉是納美人，他們發生了互動。而讓實景角色和CG角色產生實際接觸並不是一件易事。我們在尋找投射適量陰影的點上花了不少功夫，其中包括從人類角色反射到納美人皮膚上的反射光。」
新西蘭惠靈頓的維塔數碼公司領導了電影的視覺效果製作，該公司曾僱用900人來為這部電影工作。為了渲染《阿凡達》，維塔數碼動用了佔地10,000平方英呎的伺服器群，其中有4,000台惠普伺服器，共有35,000個處理器核心，運行Ubuntu Linux系統及使用集群管理軟件Grid Engine。   在2009年11月的世界500強超級計算機排名中，該渲染伺服器群位列第193至197名。在創建納美人角色和潘多拉星虛構世界時，存儲其數據的空間超過了1PB；而在《阿凡達》的最終膠片中，一分鐘長的片段需佔用17.28GB的存儲空間。為了確保特效製作的按時完成，還有許多其他公司參與了製作：例如工業光魔就與維塔數碼一同創作了戰鬥的場面。在這部電影中，工業光魔負責大部分特種車輛的視覺效果製作，它還發明了一種新方法來製作CGI爆炸效果。喬·萊泰裡是這部電影的視覺效果總監。

### 音樂和原聲碟
作曲家詹姆斯·霍納為這部電影配樂，這是他繼《異形2》與《鐵達尼號》後第三次與柯麥隆合作。2008年3月，霍納和一支小型合唱團合作，錄製了納美語演唱的部分配樂。霍納還同民族音樂學家萬達·布賴恩特（Bryant）合作，為該外星種族創造音樂文化。第一次配樂演奏計劃在2009年春展開。在製作期間，霍納向柯麥隆保證說他不會在此期間參與《阿凡達》以外的任何計劃；有報導稱霍納每天早晨4點就開始工作，一直持續到晚上10點。霍納在一次採訪中談到：「《阿凡達》是我做過的最難的電影，也是我接到的最大的工作。霍納譜寫的配樂是由兩段風格迥異的配樂合成的：他首先創作了一首反映納美人發聲方式的配樂，然後再將其與另一首「傳統的」配樂結合。電影的主題曲我看見你由英國歌手利昂娜·劉易斯演唱。2009年12月15日，片方在MySpace上公開了由傑克·納瓦導演的一段伴奏片段。

## 行銷

### 宣傳

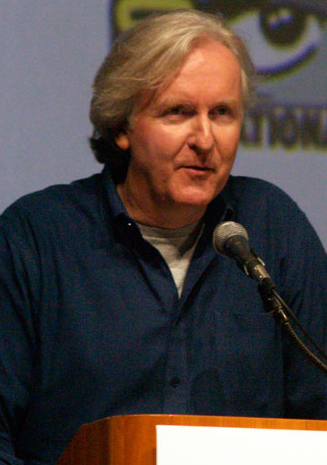
柯麥隆在2009年的聖迭戈動漫大會上宣傳他的電影。

電影的首幅圖片釋出於2009年8月14日，而《帝國》雜誌的10月期則獨家發佈了另一批圖片。7月23日，在2009年聖迭戈動漫大會上，柯麥隆、喬恩·蘭多、柔伊·沙達納、斯蒂芬·朗和西格妮·韦弗一同出席了湯姆·羅思曼主持的討論會；並在會上播放了25分鐘的Dolby 3D格式的電影片段。為了宣傳電影，韋佛和柯麥隆還出席了另一場討論會，並分別在23日和24日發言。柯麥隆在動漫大會的阿凡達討論會上宣佈說，8月21日將成為「阿凡達日」。《阿凡達》的預告片將在這一天以影院支持的所有格式發佈；而電影的官方遊戲預告片和系列玩具也會在同一天揭曉。
129秒長的預告片在線發佈於2009年8月20日。另一版210秒長的預告片則在2009年10月23日於影院上映，因其備受好評而在6日後（10月29日）在線發佈於雅虎網站。
影片上映前，各大媒體謠傳製作成本高達3億，甚至5億美元，將一舉成為電影史上製作成本最高的電影，但之後福斯表示，實際製作成本僅只2億3千7百萬美元，另外還投入宣傳成本1億5千萬美元。

### 書籍
- Wilhelm (2009)，Avatar. NY: Harpercollins Pub. ISBN 9780061896750。

### 遊戲
卡梅隆2007年選了Ubisoft蒙特利爾公司為電影製作《阿凡達》遊戲。電影製作者和遊戲編輯者進行了很緊密地合作，卡梅隆決定把Ubisoft設計的一些車輛和道具應用到了電影中。該遊戲發行於2009年12月1日，它支持絕大多數遊戲平台（PS3、Xbox 360、Wii、Nintendo DS、iPhone、Microsoft Windows），与12月8日加入了PSP。
另一款改編遊戲《阿凡達：潘朵拉邊境》由Ubisoft Massive開發，於2021年揭露，並於2023年12月發售。
2022年6月28日，《阿凡達：清算（Avatar：Reckoning）》在騰訊遊戲年度發表會上首度公開，遊戲為iOS / Android平台的手機MMO射擊型RPG遊戲，背景為潘多拉星球，由祖龍娛樂、騰訊遊戲、Lightstorm Entertainment 和迪士尼合作推出。 但已因戰略調整而被取消。

### 人物玩偶
馬提爾玩具宣佈將在2009年12月推出一系列《阿凡達》動作玩偶。每一個玩偶將被加入一個被稱作i-TAG的3D網路標籤，使用者將可以用網路攝影機掃瞄，每個動作玩偶將想現出一個獨一無二的影片內容。 一系列的玩偶代表著6個電影中不同的角色他同時也被分發到了在阿根廷、巴西、加拿大、中國、哥倫比亞、美國以及委內瑞拉的麥當勞的開心樂園餐（Happy Meal）中。
在2009年12月，法國郵政發行了一套為阿凡達全球公映特製的限量版的郵票。

## 票房
本片首輪票房27.49億美元，重新上映後累計票房27.89億美元，超越了《鐵達尼號》保持13年的全球票房記錄21.87億美元。
本片在海外超過1億美元票房的地區有：
- 中國（2億0412萬）[160]
- 日本（1億6233萬）[160]
- 法國（1億7561萬）[160]
- 英國（1億5002萬）[160]
- 德國（1億6233萬）[160]
- 俄羅斯（1億1710萬）[160]
- 西班牙（1億0999萬）[160]
- 韓國（1億0548萬）[160]
- 澳大利亞（1億0577萬）[160]

### 北美的紀錄
- 票房最高的第四個週末[161]
- 票房最高的第五個週末[162]
- 票房最高的第六個週末
- 票房最高的第七個週末[163][164]
- 環保主義電影的最高首映週票房[165]
- 環保主義電影的最高票房[166]
- 票房最高的2009年電影[167]

### 全球紀錄
- 《阿凡達》截至2010年1月25日，共41天的上映檔期間便超越電影《鐵達尼號》，創下未考慮通貨膨脹的北美海外最高電影票房紀錄[168]
- 電影在12月20日的首映週於所有106個市場中名列票房冠軍[169]
- 票房最高的2009電影
- 歷史上第一部全球票房達到10億美元的3D電影
- 歷史上第一部全球票房達到20億美元的電影[170]

#### 創下的紀錄
- 全球最高電影票房紀錄[171][172]

#### 其他紀錄
- 意大利最高的首映週票房[173][174]
- 多米尼加共和國最高的首映週票房[169]

### 地區票房
北美方面，最終票房為7.6億美元
日本方面，最終票房為156億日幣
南韓方面，最終觀影人次為13,624,328人次，是目前韓國電影史上最賣座的海外電影。
中國大陸方面，上映首日票房入賬3500萬元人民幣，首週更是創造了2.7億元人民幣的票房紀錄。四週票房累計超過9億元人民幣，成為中國大陸地區首個票房過1億美元的電影，并成为中国史上第一部连冠10周的电影，甚至不少地区的电影票需要靠倒卖、加价才能买到。最終票房來到13.78億人民幣。而中國大陸成為北美地區以外第一高票房的海外地區。
香港方面，本片於2010年1月19日在香港收入突破1億港幣，破票房銷售紀錄。最終票房1.78億港幣，曾多年雄霸香港最高票房電影，該紀錄於2019年被《復仇者聯盟：終局之戰》打破。
台灣方面，最終全台票房為新台幣11億元。
| 上一届： 《公主與青蛙》    | 2009年美國週末票房冠軍 第51－52週    | 下一届： 《阿凡達》         |
| 上一届： 《阿凡達》        | 2010年美國週末票房冠軍 第1－5週      | 下一届： 《最後一封情書》   |
| 上一届： 《十月围城》      | 2010年中国内地一周票房冠军 第1－10週 | 下一届： 《越光寶盒》       |
| 上一届： 《你好，李煥英》  | 2021年中国内地一周票房冠军 第11週    | 下一届： 《哥斯拉大戰金剛》 |
| 上一届： 《》              | 2009年台北週末票房冠軍 第51－52週    | 下一届： 《阿凡達》         |
| 上一届： 《阿凡達》        | 2010年台北週末票房冠軍 第1－5週      | 下一届： 《艋舺》           |
| 上一届： 《新·超人力霸王》 | 2022年台北週末票房冠軍 第39週        | 下一届： 《微笑》           |
| 上一届： 《风云2》         | 2009年香港一週票房冠軍 第51－52週    | 下一届： 《阿凡達》         |
| 上一届： 《阿凡達》        | 2010年香港一週票房冠軍 第1－6週      | 下一届： 《72家租客》       |

## 評價迴響
電影收穫了多數影評人的正面評價。根據爛蕃茄上收集的335篇影評文章來看，其中274篇給出了「新鮮」的正面評價，「新鮮度」為82%，平均得分7.4分（滿分10分），網站影評家共識寫道：「它在技術層面上可能比作為故事片更令人印象深刻，但是《阿凡達》重申了詹姆斯·卡麥隆在富有想像力、引人入勝的電影製作方面的非凡天賦。」。而基於另一影評網站Metacritic上的38篇評論文章，其中33篇予以好評，無差評，5篇褒貶不一，平均分為83（滿分100）。
在俄羅斯上映後，觀眾指出《阿凡達》中的某些元素和俄羅斯科幻小說《Noon Universe》的相似點，共青團真理報更拋出整版篇幅的報導，對《阿凡達》和《Noon Universe》進行了全方位的詳細比較，記者作家Dmitry Bykov在俄羅斯新報表示：「《阿凡達》中的納美人讓人不由自主的想起了斯特魯加茨基的Nave。」接受英國的衛報採訪時，他更說：「我認為這部電影毒害了西方文明。」然而，《Noon Universe》的作者Strugatsky兄弟，哥哥Arkady Strugatsky於1991年去世，而76歲的弟弟Boris Strugatsky則在接受採訪時，對《阿凡達》和《Noon Universe》存在相似性的觀點不屑一顧，並否認媒體報導他譴責阿凡達導演的相關新聞，指其毫無根據。俄羅斯電影評論家Yuri Gladilshikov表示：「《阿凡達》和Strugatskys的小說之間不可避免存在相似性，因為它們都是反烏托邦的幻想之作。」更進一步說道：「對於任何一種體裁的作品，你都能找出很多與它相似的同類作品，這對Strugatskys和Cameron來說也不例外，而且我認為二者的相似之處微不足道。」

### 停映传言
在中國，《阿凡達》的劇情被一些網友影射為「强制拆迁」和「釘子戶」之間的鬥爭，因此有传言称中國廣電總局要求各地電影院於2010年1月22日起將《阿凡達》2D版本下檔，此舉引發境外媒體猜想或因以上的引申含義的緣故所為。不过事实上，2D版本下档的原因是其票房主要来源于3D和IMAX版本，2D版本的利润并不可观，而大纪元新聞網对此事的报道也仅仅是转述论坛和推特上的文章，不能保证真实性。另外阿凡達票房火熱，引發票房排擠效應，亦有媒體據報導將其理解為為即將上映的華語電影《孔子》鋪路。

## 獎項和榮譽
| 上一届： 《貧民百萬富翁》 | 金球奖最佳戏剧类影片 2010年 | 下一届： 《社群網戰》 |

## 備註
1. ↑  「Avatar」是英語向梵語借字，有「化身」的意思。

## 延伸閱讀
- Armstrong, Jeffrey. . New York: Atria Books. 2010  [2018-01-23]. ISBN 978-1-58270-281-0. （原始内容存档于2020-07-26）. A detailed analysis of the film's parallels with the teachings of the Vedas.
- Duncan, Jody; Fitzpatrick, Lisa. . New York: Harry N. Abrams. 2010. ISBN 978-0-8109-9706-6. OCLC 555654027.
- Lawtoo, Nidesh (2015). "Avatar Simulation in 3Ts: Techne, Trance, Transformation." Modern Fiction Studies 125 41.1 pp. 132–150.
- Mahoney, Kevin Patrick. . London: Punked Books. 2010  [2018-01-23]. ISBN 978-0-9533172-5-7. （原始内容存档于2021-03-01）.

## 外部連結
- 互联网电影数据库（IMDb）上《阿凡達》的资料（英文）
- Metacritic上《阿凡达》的資料（英文）
- AllMovie上《阿凡達》的资料（英文）
- Box Office Mojo上《阿凡達》的資料（英文）
- 爛番茄上《阿凡达》的資料（英文）
- 開眼電影網上《阿凡达》的資料（繁體中文）
- Yahoo奇摩電影上《阿凡達：特別版》的資料（繁體中文）
- Yahoo奇摩電影上《阿凡達：重映版》的資料（繁體中文）
- 豆瓣电影上《阿凡达》的資料 （简体中文）
- 时光网上《阿凡达》的資料（简体中文）